# گمینا اوپالنگتسا
گمینا اوپالنگتسا (به لهستانی:  Gmina Opalenica) یک گمینا در لهستان است که در شهرستان نوو تومشل واقع شده‌است. گمینا اوپالنگتسا ۱۴۷٫۶۹ کیلومتر مربع مساحت و ۱۵٬۵۸۸ نفر جمعیت دارد.